# 道徳ドキュメント
道徳ドキュメント（どうとくドキュメント）は、2006年4月12日から2015年10月2日まで（本放送終了は2015年3月6日） NHK Eテレで放送されていた小学校5・6年生、及び中学生向け道徳番組、ドキュメンタリー番組である。字幕放送、及び視覚障害者向けに副音声による解説放送を行っている。

## 概要
放送開始当初は小学校5・6年生向けだったが、2011年度以降は中学校にも対象を広げることになった。学校放送で小学校向けと中学校向けの双方が対象となるのは『みどりの地球』以来26年ぶりであり、これ以降において小学校と中学校の双方を対象とした学校放送が制作されるきっかけとなった。
2015年10月2日をもって本番組は終了。本番組の後番組として、2015年度10月9日からは10分番組の『オン マイ ウェイ（ON MY WAY）』が放送されることになった。
なお、2015年度前期は、本番組と同じ小学校5年生 - 中学校向け道徳番組として『ココロ部!』が新たに開始することに伴い、小学校5年生～中学校向け道徳番組は15分番組である本番組と10分番組である『ココロ部!』の2番組が並立するようになった。
メインテーマは「ドキュメントを通して学ぶ、道徳教育番組」。
これまで小学校高学年向けの道徳番組では、『明るいなかま』から『あしたへジャンプ』や『はばたけ6年』、前番組の『虹色定期便』といった教育的なねらいに迫るスタイルのドラマ形式で長年放送されていたが、2005年度をもって小学校高学年向けの道徳番組でのドラマが終了。それに代わる新しい形での道徳番組としてスタートしたのが本番組であり、現実の問題と向き合いながら道徳を考えるところが大きな特徴である。

### 2006年度 - 2010年度
ナビゲーターに石井正則を迎えて、実際に起きている事象やある人物の生き方をドキュメンタリー形式で取り上げながら、過去に起こったことを振り返るイラストを多く用いるなど小学校高学年にも分かりやすいような構成となっていた。

### 2011年度以降
これまでの本番組らしさを継承しつつ、現在起きていることにこだわるなどよりドキュメンタリー色を強く出すようになった。また、ナビゲーターが石井正則からNHKアナウンサーの堀伸浩に交代するとともに、VTRをつなぐスタジオ演出において、事実の背景を的確に紹介するために模型や特撮を使うなどして、見る人に楽しませたり興味を持ってもらうように工夫している。
また、2011年以降は従来の小学校高学年に加えて中学校も対象に加えるようになった。中学校を対象とした道徳番組は『ティーンズTV 私の生きる道』以来8年ぶりである。本番組が中学校も対象に加えるようになったのは、中学校向けの道徳番組が『心のメッセージ』や『マイライフ』など元々ドキュメンタリー形式が一般的であったということもある。

## 内容
本番組は番組タイトル通りにドキュメンタリー形式の内容として放送している。その内容は、東日本大震災や戦争関連、いじめ問題といった『NHKスペシャル』でも大きく取り上げる社会的な問題を持ったテーマから、ごみ問題やマナーといった身近な問題まで幅広く取り上げている。また、映像を『プロフェッショナル 仕事の流儀』などの番組で使用したものを再構成するなどして使用しているケースもある。スポーツ選手が登場することもあり、過去にはサッカー日本女子代表の主力選手である岩清水梓を取り上げたこともあった。

### 番組構成
放送回ごとに下記の3つの副題のついたシリーズで構成する。前番組である『虹色定期便』など人形劇やドラマ形式の他の道徳番組では先生向けの「利用のてびき」などに各回ごとの簡単なあらすじの前にカッコ書きで番組のねらいが記載されているが、本番組では番組タイトルに「道徳」の二文字がはいっていることや、それぞれのシリーズを通して教室や家庭で話し合うきっかけを与えることを目的としているため、「利用のてびき」などには各回ごとの簡単なあらすじに番組のねらいは記載していない。
- キミならどうする？…判断の難しい問題を投げかける
- 人生はチャレンジだ…困難を乗り越えて仕事を成し遂げた人物を描く
- 人とつながる…思いやりやコミュニケーションの大切さを伝える

## 放送時間
いずれも日本時間。
2011年度以降は各教科ごとに放送曜日を固定するようになり、本番組も他の道徳番組と同様に放送曜日が金曜日に固定するようになったが、2015年度は前述の通り、同じ道徳番組として開始する『ココロ部!』が金曜日に編成する関係上、本番組の放送曜日は木曜日へ変更となった。
| 期間                | 放送時間                                             |
| ------------------- | ---------------------------------------------------- |
| 2006年度 - 2007年度 | 水曜日 09:00 - 09:15、金曜日 10:00 - 10:15（再放送） |
| 2008年度            | 木曜日 10:45 - 11:00                                 |
| 2009年度 - 2010年度 | 水曜日 10:45 - 11:00                                 |
| 2011年度            | 金曜日 09:45 - 10:00                                 |
| 2012年度            | 金曜日 09:30 - 09:45                                 |
| 2013年度            | 金曜日 10:00 - 10:15                                 |
| 2014年度            | 金曜日 09:50 - 10:05                                 |
| 2015年度            | 木曜日 09:50 - 10:05（10月2日までの放送）            |

## 歴代出演者
初代ナビゲーター
- 石井正則（2006年度 - 2010年度）

初代ナレーション
- 高山みなみ（2006年度 - 2010年度）

2代目ナビゲーター
- 堀伸浩（2011年4月22日 - 2013年3月8日・ペットの命はだれのもの? 回から “自分のことば”で考える 回まで ）※ただし、あやちゃんの卒業式 回と ふるさとの絆をもう一度 回はナビゲーターとしての出演は無し。

全編のナレーションを担当した。
2代目ナレーション
- 廣瀬智美（2011年4月22日 - 2013年3月8日）※あやちゃんの卒業式 と ふるさとの絆をもう一度 の2回の放送は除く、18回分を担当した。

3代目ナビゲーター
- 谷地健吾（2014年1月24日 - 2015年3月6日・あきらめたことをあきらめない 回から 男らしさ、女らしさって何? 回まで）

3代目ナレーション
- 三輪秀香（2014年1月24日 - 2015年3月6日・全8回）

## OPテーマ
- 『歌声よおこれ』（サンボマスター）

## 放送リスト

### 第1期
| 回 | タイトル                        | 初回放送日     |
| -- | ------------------------------- | -------------- |
| 1  | サルも人も愛した写真家          | 2005年08月08日 |
| 2  | おばあちゃんの小さな秘密        | 2005年08月08日 |
| 3  | 発明家の右手は宝物              | 2005年08月08日 |
| 4  | みんなの本をどう守る?           | 2006年03月22日 |
| 5  | 左手でつかんだ音楽              | 2006年03月23日 |
| 6  | あいさつの力                    | 2006年03月23日 |
| 7  | 全員参加の体育祭                | 2006年03月23日 |
| 8  | はなれて感じたふるさと          | 2006年03月30日 |
| 9  | いらなくなったルール            | 2006年03月30日 |
| 10 | 思いやりの日々                  | 2006年03月30日 |
| 11 | 巨樹にもらった希望              | 2006年04月03日 |
| 12 | 思い出修復します                | 2006年04月03日 |
| 13 | 外国人とともに暮らす            | 2006年04月04日 |
| 14 | 静寂のマウンド                  | 2006年04月04日 |
| 15 | ポイ捨てをどうなくす?           | 2006年04月05日 |
| 16 | 使いやすさを広めたい            | 2006年04月05日 |
| 17 | 放置自転車、だれが悪い?         | 2006年04月06日 |
| 18 | 命の大切さを伝えて              | 2006年04月06日 |
| 19 | 落書きがなくならない            | 2006年04月07日 |
| 20 | 命ってあったかい                | 2006年04月07日 |
| 21 | みんなでいっしょに              | 2007年07月24日 |
| 22 | なわとび人生60年                | 2007年07月25日 |
| 23 | 復活した動物園                  | 2007年08月03日 |
| 24 | キミらしく奏でよう              | 2008年08月05日 |
| 25 | ペットの命を救うために          | 2008年08月06日 |
| 26 | 働く楽しさを見つけた            | 2008年08月07日 |
| 27 | 人の命を救いたい                | 2008年08月08日 |
| 28 | “もったいない”を“ありがたい”へ  | 2009年09月30日 |
| 29 | 自分の仕事を見つけるまで        | 2009年12月02日 |
| 30 | たのしいケータイ こわいケータイ | 2010年01月27日 |
| 31 | なにを優先するの?優先席         | 2010年02月10日 |

### 第2期
| 回 | タイトル                            | 初回放送日     |
| -- | ----------------------------------- | -------------- |
| 32 | プロを夢みた野球少女                | 2011年04月08日 |
| 33 | ペットの命はだれのもの?             | 2011年04月22日 |
| 34 | 自然を再生する人の輪                | 2011年05月13日 |
| 35 | “ちがう”ことを“ふつう”に            | 2011年05月27日 |
| 36 | 家族ではないけれど                  | 2011年06月10日 |
| 37 | 木とともに暮らす                    | 2011年06月24日 |
| 38 | 悲しみをくり返さないために          | 2011年07月08日 |
| 39 | あやちゃんの卒業式                  | 2011年08月26日 |
| 40 | 会社に行かない会社員                | 2011年09月16日 |
| 41 | 強い気持ちで乗りこえろ              | 2011年09月30日 |
| 42 | なやみ相談 待ってます               | 2011年10月14日 |
| 43 | どうしてゴミを捨てるの?             | 2011年10月28日 |
| 44 | “自分”に挑む                        | 2011年11月11日 |
| 45 | わたしの国 ぼくの国                 | 2011年11月25日 |
| 46 | 人を守るため 処分される命           | 2011年12月09日 |
| 47 | 被災地の運動会                      | 2012年01月13日 |
| 48 | 伝統の歌に願いをのせて              | 2012年01月27日 |
| 49 | はやぶさにかけた想い                | 2012年02月10日 |
| 50 | 心をつなげる写真                    | 2012年02月24日 |
| 51 | いのちの判断                        | 2012年03月09日 |
| 52 | 大切な場所を守りたい                | 2013年01月25日 |
| 53 | ブラックバスは良い者?悪者?          | 2013年02月08日 |
| 54 | ひとりはみんなのために              | 2013年02月22日 |
| 55 | 答えは自分の中にある                | 2013年03月08日 |
| 56 | あきらめたことをあきらめない        | 2014年01月24日 |
| 57 | ハイジがくれたもの                  | 2014年02月07日 |
| 58 | もう一度、働きたい                  | 2014年02月21日 |
| 59 | 河川敷はだれのもの?                 | 2014年03月07日 |
| 60 | フン害にフンガイ!                   | 2014年09月26日 |
| 61 | 食べられるのに捨てちゃうの?         | 2015年02月06日 |
| 62 | かけがえのない服 かけがえのない仕事 | 2015年02月20日 |
| 63 | 男らしさ女らしさって何?             | 2015年03月06日 |